# Cheval de Przewalski
Ne pas confondre avec Prjevalski, nom de l'officier qui a donné son nom à cette race de chevaux.
Equus caballus przewalskii
Sous-espèce
Synonymes
- Equus przewalskii
- Equus ferus przewalskii

Statut de conservation UICN

 EN  : En danger
Répartition géographique
Statut CITES

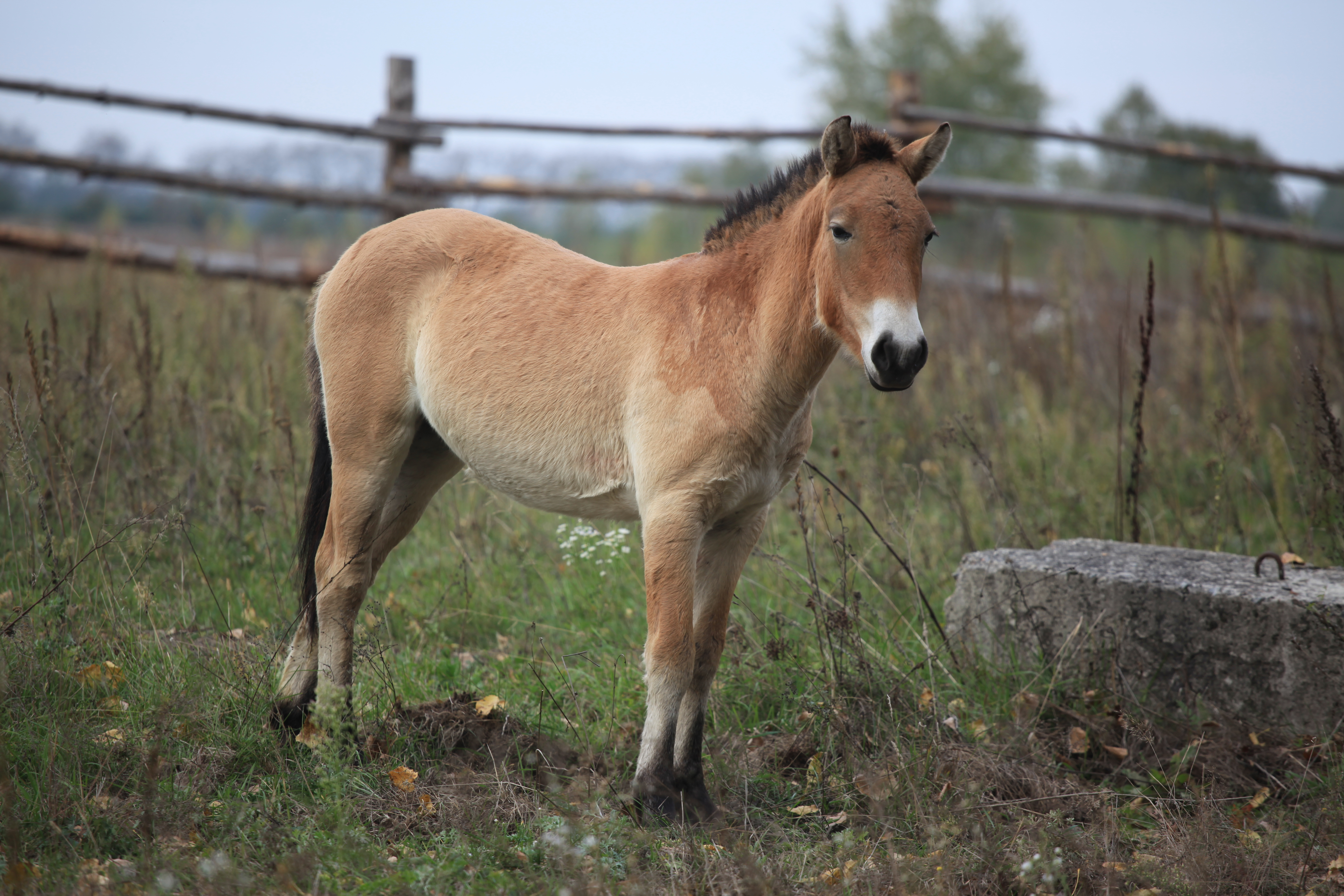
Cheval de Przewalski dans la zone d'exclusion de Tchernobyl.

Le cheval de Przewalski (Equus caballus przewalskii ou Equus ferus przewalskii), encore appelé cheval de Prevalski ou takh en mongol, est une espèce ou une sous-espèce du cheval (Equus caballus). Il est caractérisé par un aspect massif, une grosse tête, une forte encolure et une couleur de robe bai dun, qui rappellent les représentations de l'art préhistorique. Il mesure 1,30 m en moyenne au garrot. Ils vivent en petits groupes comportant un étalon.
Le cheval de Przewalski est un cheval vivant à l'état sauvage mais il s'agit en fait d'une population férale dont les ancêtres ont été domestiqués il y a près de 5 500 ans par la culture Botaï, au Kazakhstan, avant de retourner à l'état sauvage. Ils constituent la plus ancienne population de chevaux vivant à l'état sauvage et représentent à cet égard un groupe dont la protection est fondamentale. Ils sont découverts en Dzoungarie, en 1879, par l'explorateur Nikolaï Mikhaïlovitch Prjevalski, qui leur lègue son nom.
Perpétués dans les zoos à partir d'un petit groupe de reproducteurs, les chevaux de Przewalski souffrent de consanguinité. Depuis les années 1990, différents programmes visant à leur réintroduction ont permis de rendre de petits groupes à l'état sauvage dans différentes régions, et notamment en Mongolie, en République populaire de Chine, en France, en Espagne mais aussi en Ukraine, sur le site de la catastrophe de Tchernobyl.

## Noms scientifiques
La position respective des chevaux domestiques, sauvages et de Przewalski dans le genre Equus a été longtemps discutée, faisant du cheval de Przewalski soit une espèce distincte soit une sous-espèce du cheval sauvage ou du cheval en général. De ce fait, plusieurs taxons proches (en fait différentes combinaisons avec le même épithète) lui ont été attribués :
- Equus przewalskii : faisant du cheval de Przewalski une espèce à part entière ;
- Equus ferus przewalskii : dans ce cas, il serait une sous-espèce d'Equus ferus, le cheval sauvage ;
- Equus caballus przewalskii : dans ce cas, il serait une sous-espèce du cheval en général.

Cette dernière approche est privilégiée par Mammal Species of the World car si ce cheval se distingue par ses 2n = 66 chromosomes contre 2n = 64 pour le cheval domestique, il reste interfécond avec ce dernier,,.

## Histoire

### Origine
Contrairement à ce qui a longtemps été pensé, le cheval de Przewalski n'est pas l'ancêtre du cheval domestique. En 2018, une étude sur les génomes anciens, menée à l'université Toulouse-III-Paul-Sabatier et au musée d'histoire naturelle du Danemark, soutient que ce cheval a été domestiqué voilà 5 500 ans par la culture de Botaï, au Kazakhstan, avant de retourner à l'état sauvage, perdant ainsi à cette occasion sa diversité de robes,. Les découvertes archéogénétiques récentes remettent néanmoins en question l’éventuelle domestication du cheval dans la culture de Botaï,,,.
Pour beaucoup de scientifiques, et pour les instances internationales de conservation de la nature (UICN), le cheval de Przewalski reste un animal sauvage, car, bien qu'étant un animal féral, il occupe une niche écologique sans doute identique à celle qu'occupaient ses lointains ancêtres avant la domestication.
Les chevaux de Przewalski ressemblent beaucoup aux chevaux figurés dans l'art paléolithique des grottes du Périgord, des Pyrénées et des monts Cantabriques, selon des études préliminaires basées sur des mesures morphologiques, mais n'ont vraisemblablement qu’un rapport phylogénétique lointain avec ces chevaux paléolithiques. Ces ressemblances ont été attribuées à la similarité du milieu dans lequel ces animaux vivent, incluant un climat froid et une alimentation exclusivement herbeuse. La crinière hérissée et la raie cruciale du Przewalski sont des caractéristiques partagées par de très nombreux équidés sauvages. Ce sont donc vraisemblablement des caractères plésiomorphes.

### Découverte et capture pour les zoos
Il est « découvert » tardivement, en 1879, par le colonel Nikolaï Mikhaïlovitch Prjevalski. Cet explorateur russe d'origine polonaise, le trouva en Dzoungarie, dans les montagnes qui bordent le désert de Gobi. Avant cet événement, l'espèce était considérée comme éteinte, exterminée pour sa viande par les chasseurs mongols. Le nom scientifique de l'espèce a été donné, en 1881, par I.S. Poliakov, conservateur du musée zoologique de l'Académie des sciences de Saint-Pétersbourg.
Après sa découverte, pour répondre aux demandes de différents zoos, et en raison de son caractère sauvage, les chasseurs en ont abattu des groupes entiers pour s'emparer de quelques poulains (51 dont 28 arrivèrent vivants dans les zoos). Cette chasse entraîne sa raréfaction à l'état sauvage, et les derniers individus sauvages ont été aperçus en Mongolie en 1969. À compter de cette date, l'espèce a été considérée comme disparue dans la nature.
L'espèce est perpétuée par les spécimens des zoos. Tous les animaux actuels descendent d'un groupe de (selon les sources) 9 ou 12 reproducteurs (parmi les 31 animaux captifs vivants à la fin de la Seconde Guerre mondiale), eux-mêmes descendants de 13 reproducteurs capturés vers 1900. Il est probable que l'un de ces fondateurs était un hybride de cheval domestique. Vers 1977, il y avait seulement 300 animaux vivant en captivité à travers le monde. Des programmes d'échanges de reproducteurs et d'expansion de la population sont alors mis en œuvre par des zoos ou des fondations, et au début du XXIe siècle, cette espèce ou sous-espèce compte environ 1 800 individus.
La paléontologue Laure Danilo a découvert que 92 % des Przevalski actuels souffrent d'une anomalie faciale, due à une malformation des os du crâne causant une dissymétrie. Les dents ne sont plus alignées et cette asymétrie réduit l'espérance de vie des chevaux de moitié. La forte consanguinité des individus restants a été mise en cause. Pour régler le problème, il est suggéré de créer de petits groupes de chevaux isolés les uns des autres. L'opération doit être menée rapidement, pour réduire cette consanguinité.

## Semi-liberté et réintroduction
Des projets ayant pour but de ramener l'espèce en Mongolie et de la relâcher dans la nature ont vu le jour depuis les années 1990.
Il existe enfin certains troupeaux vivant en semi-liberté, dans des espaces clos.

### En Mongolie
La « Fondation pour la préservation et la protection du cheval de Przewalski », créée aux Pays-Bas en 1977, amena les premiers animaux en Mongolie en 1992, dans le parc national de Khustain Nuruu (en). Il y en a eu 84 relâchés jusqu'en 2004. Les animaux amenés en Mongolie ont d'abord suivi une assez longue acclimatation, dans de grands enclos, avant d'être définitivement relâchés. En 2008, cette population comptait « 192 individus dans 24 troupeaux ».
Une seconde introduction a été menée dans le site de Takhin Tal (Gobi B) par l'International Takhi Group (ITG). « Entre 1992 et 2004, 90 chevaux nés en captivité ont été transportés [...] en Mongolie. [...] Trois autres mâles ont été transférés du parc national de Khustain (en) vers Takhin Tal en 2007 [...]. Il y a actuellement [en 2008] 111 chevaux en liberté dans neuf groupes au sein de cette population ».
Une troisième introduction a eu lieu à Khomyn Tal, à partir de chevaux élevés en France en semi-liberté par l'association Takh (voir ci-dessous).
Fruits de ces diverses opérations, il y avait fin 2007 environ 330 chevaux vivant en liberté en Mongolie : 200 dans le parc national de Khustain Nuruu (en), 110 dans le Gobi, et plus de 20 à Khomyn Tal (Mongolie occidentale). En 2010, trois opérations ont déjà été menées en Mongolie.

Le cheval de Przewalski en Mongolie
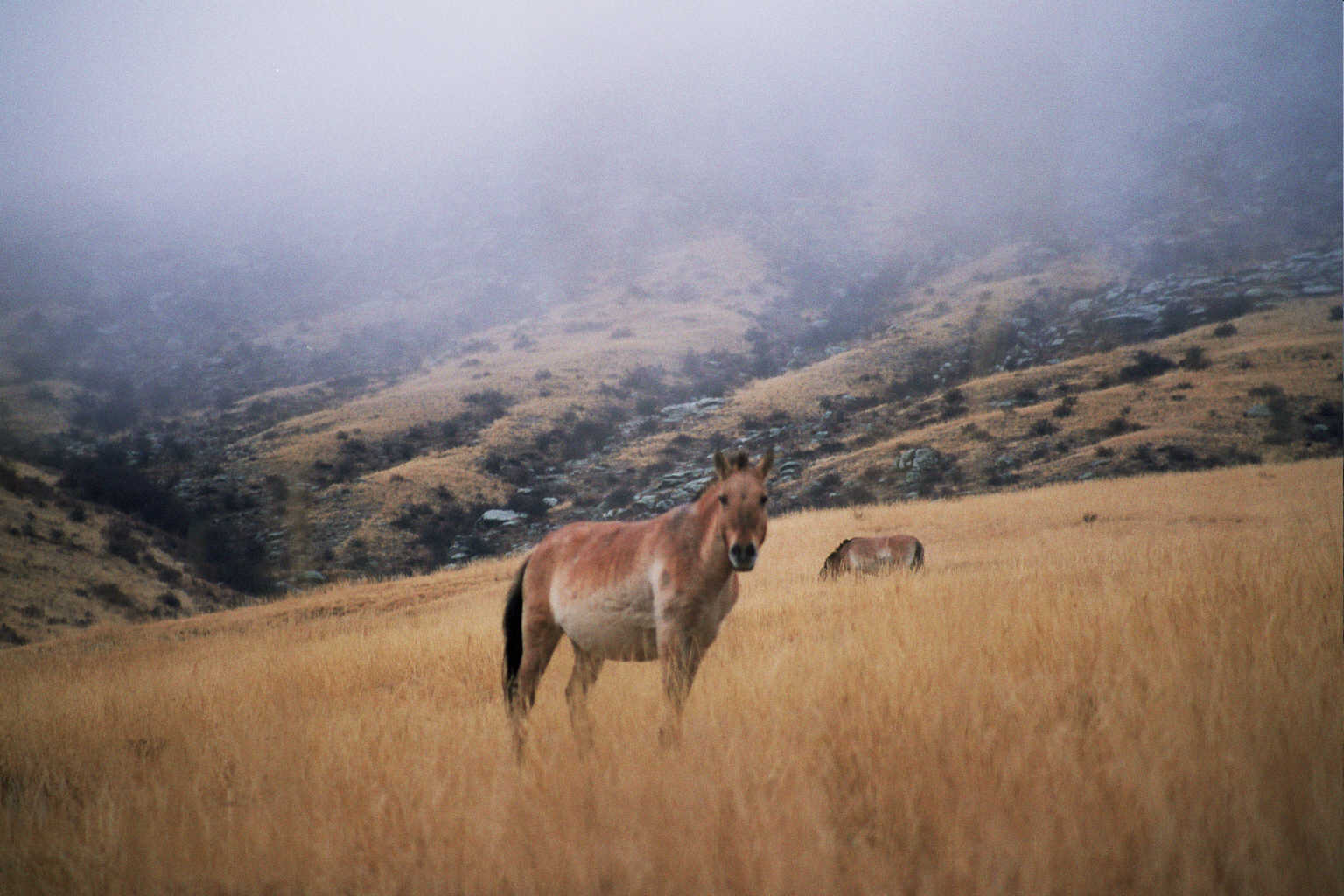
Le cheval de Przewalski réintroduit en Mongolie dans le parc national de Khustain Nuruu (en).
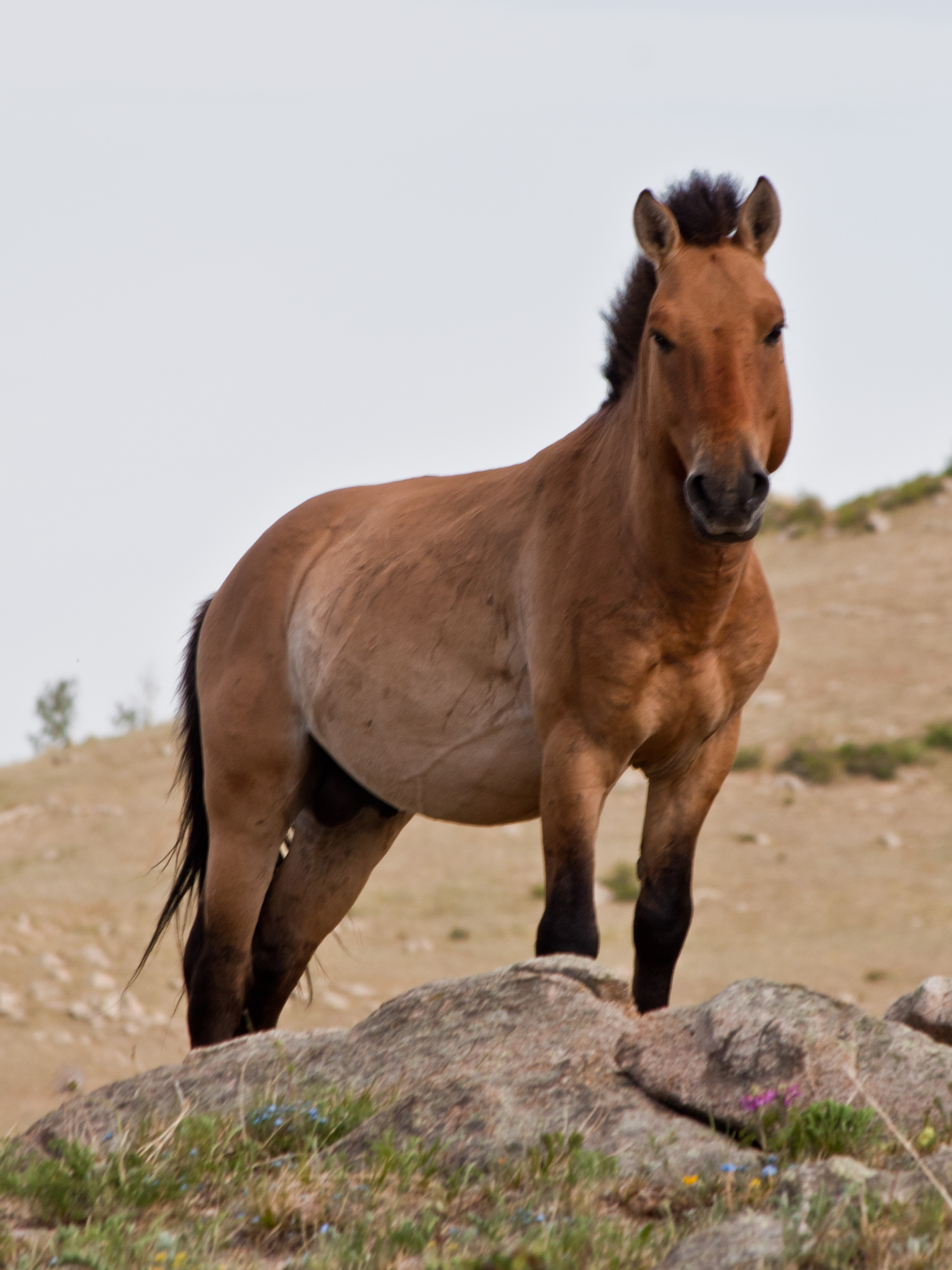
Un Przewalski à Khustain (en) en Mongolie.

### En France

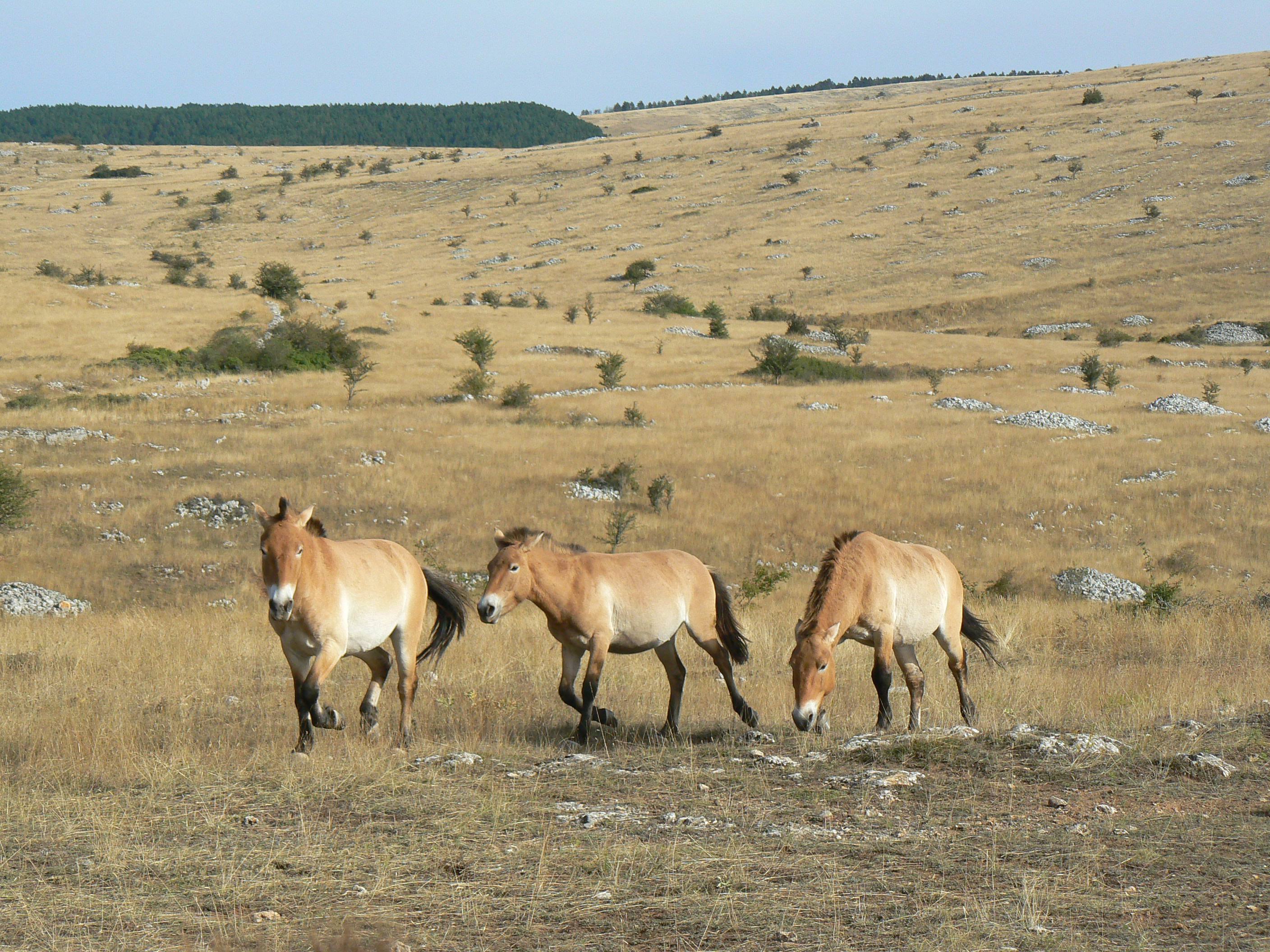
Le troupeau du Causse Méjean.

L'association française Takh a organisé la troisième opération de réintroduction en Mongolie, une quinzaine d'années après sa création en 1990. Des animaux provenant de divers zoos ont été placés en semi-liberté en Lozère (commune d'Hures-la-Parade), sur le causse Méjean, plateau calcaire traditionnellement tourné vers l'élevage du mouton, formant le « troupeau du Villaret » toujours actif (36 chevaux fin 2023),.
Après dix ans de préparation à la vie sauvage, 22 fondateurs ont été transportés avec succès en 2004 et 2005 dans le Khomyn Tal, près du parc national de Khar Us Nuur. Quatre chevaux du zoo de Prague ont été ajoutés en 2011. Fin 2017, cette population comptait 67 chevaux.
Les chevaux de l'association Takh sur le causse Méjean et la réserve biologique des monts d'Azur à Andon dans les Alpes-Maritimes ont permis de réintroduire une douzaine d'animaux dans une réserve de 700 hectares.

### En Belgique

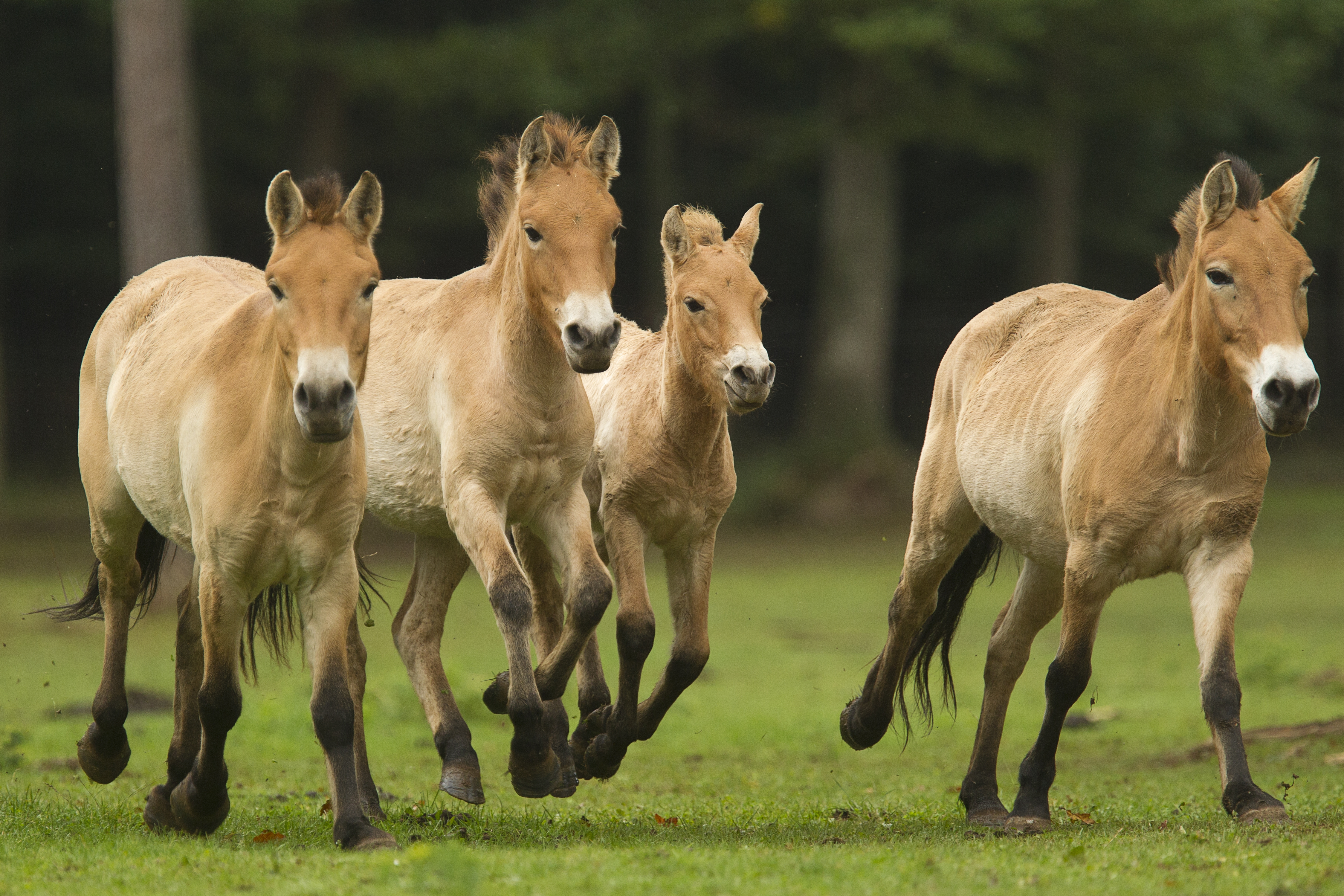
Quelques représentants du groupe de Przewalski du domaine des grottes de Han en Belgique.

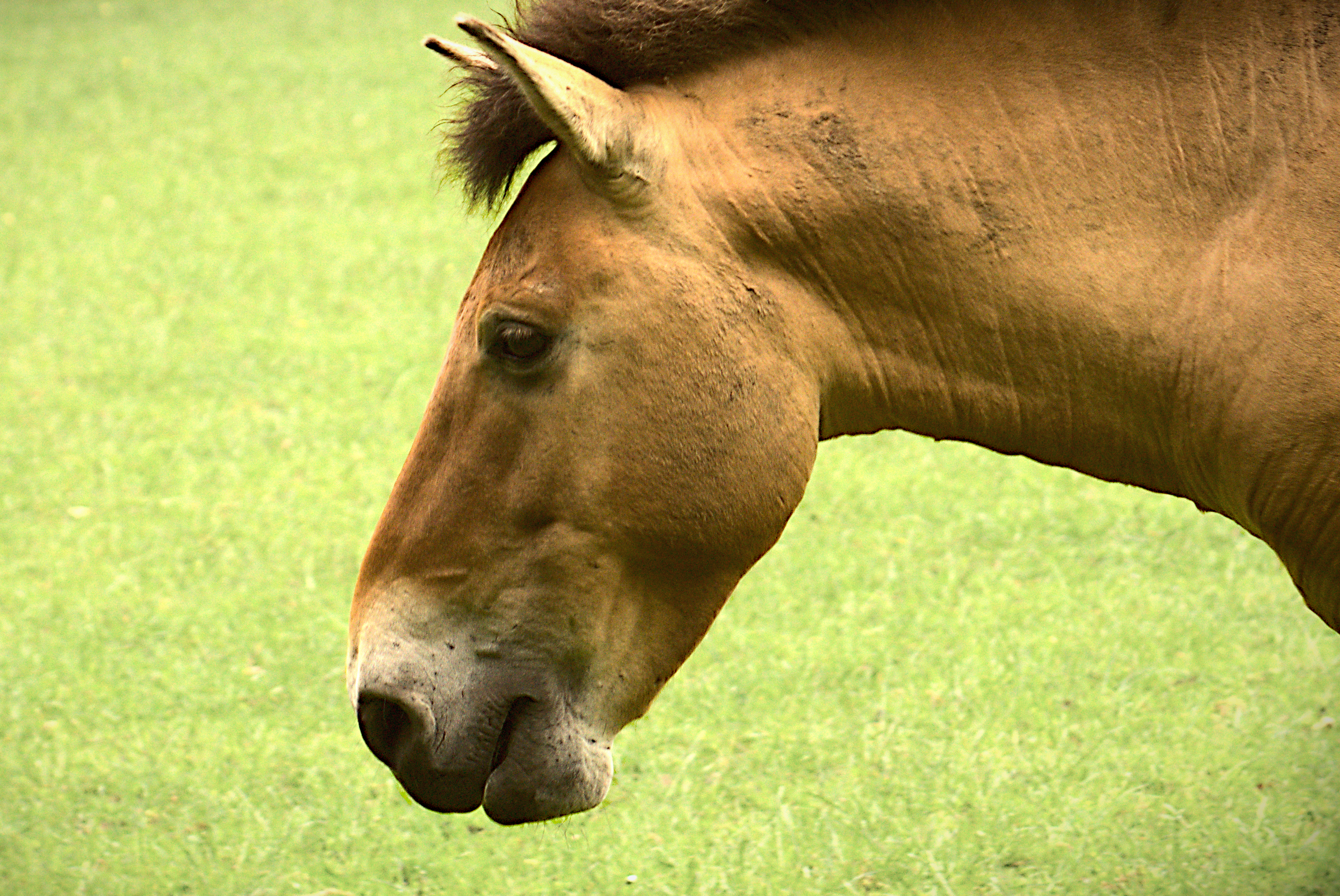

La réserve animale du domaine des grottes de Han abrite un groupe de chevaux dont la plupart a vocation à retrouver la liberté des steppes mongoles à travers le programme EEP (European Endangered species Programme). Ainsi, en transitant par la réserve tchèque de Dolni Dobrejov, les chevaux rejoignent la Mongolie. Début 2012, une jument nommée Greta fut réintroduite à l'état naturel et fut suivie en mars 2013 par une autre jument nommée Gretel.

### Autres groupes
Un des plus importants groupes en semi-liberté se trouve en Chine. Le Wild Horse Breeding Centre (WHBC) du Département forestier de la réserve naturelle de Kalameili (KNR), dans la région autonome ouïghoure du Xinjiang, a établi une population captive importante de près de 123 chevaux de Przewalski (janvier 2008 [...]). Depuis 2007, un harem se déplace librement sur la partie chinoise du Gobi dzoungar (Xinjiang). Si cette expérience réussit, ce sera le quatrième groupe totalement rendu à la vie sauvage. D'autres groupes existent en Espagne.
À l'automne 1998, une trentaine d' animaux ont été relâchés dans la zone d'exclusion de Tchernobyl, qui couvre un rayon de trente kilomètres autour de la centrale, soit environ 2 800 km2. Ce sont des animaux en surnombre, généralement âgés ou en mauvaise santé, venus de la réserve Ascania-Nova, au sud de l'Ukraine, qui ont été ainsi relâchés. Bien que le pronostic sur leur survie ait été à l'origine assez négatif, les chevaux se sont bien adaptés à leur environnement, et ce sont une cinquantaine de bêtes qui vivent en totale liberté dans la zone en 2009. La zone interdite est officiellement enclose, mais la barrière s'avère en fait en ruine, et les animaux peuvent donc en théorie en sortir. Aujourd'hui, 150 individus y vivent et continuent de se reproduire.

### Difficultés rencontrées
Toutes ces opérations rencontrent souvent au départ des difficultés importantes, les animaux rendus à la vie sauvage ne maîtrisant pas celle-ci. Les difficultés à trouver l'eau, la nourriture, à s'adapter au climat ou à se défendre contre les prédateurs entraînent un assez fort taux de perte chez les animaux nés en captivité. La seconde génération, née en liberté, a des taux de survie beaucoup plus favorables. Elle conserve toutefois des problèmes d'organisation sociale et des poulains peuvent mourir d'accidents. Certains étalons blessés survivent avec une jambe fracturée et ressoudée, ou une boîte crânienne enfoncée. Une solution proposée pour leur faire retrouver leurs instincts est de les confronter aux espèces qui partageaient autrefois leur écosystème. Il en résulte un renforcement de la cohésion du groupe.
Une autre difficulté en Mongolie est le risque d'hybridation entre les chevaux mongols élevés en semi-liberté et les przewalskis : en effet, les deux sont interféconds.

## Description

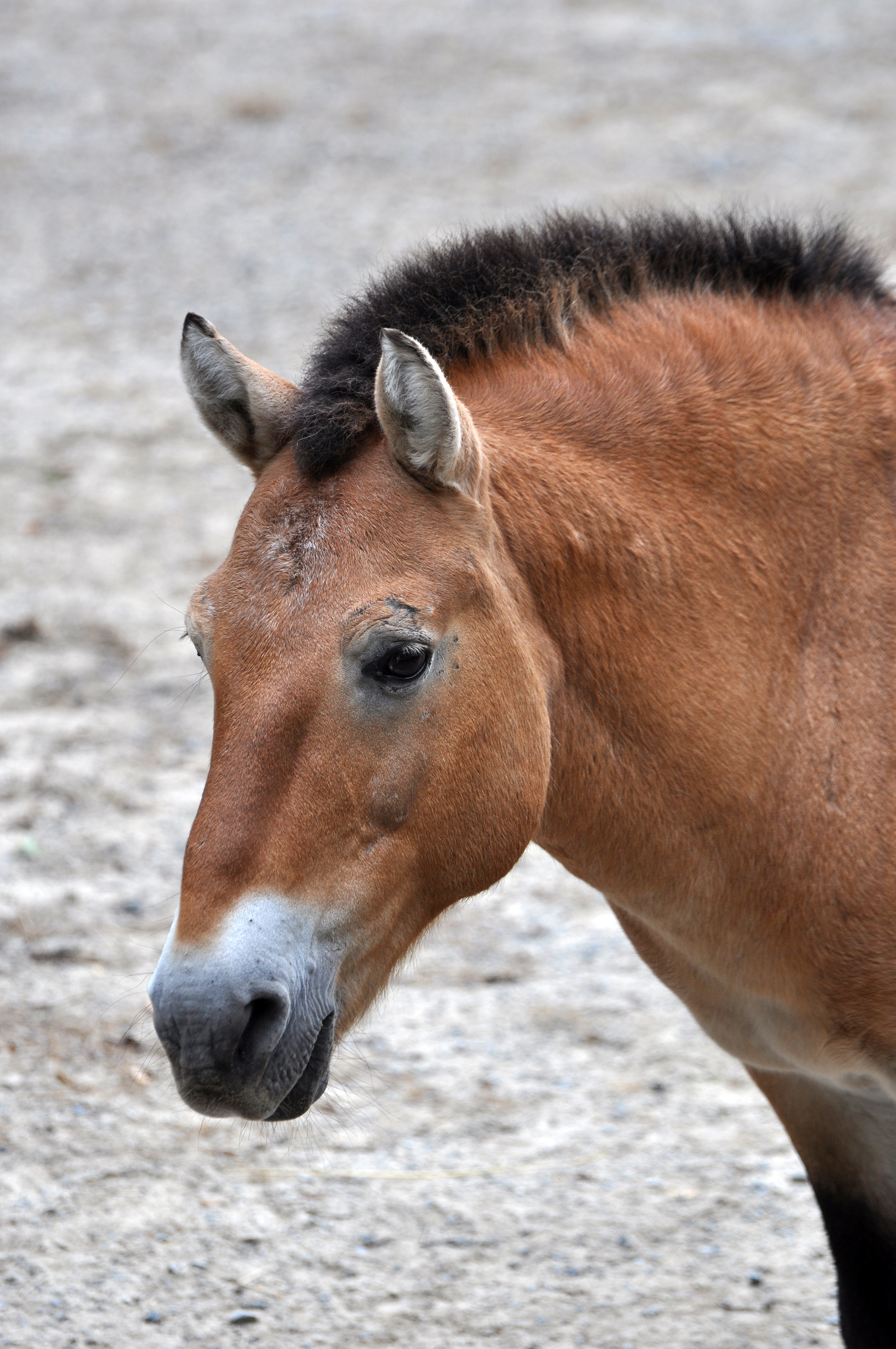
Tête d'un cheval de Przewalski.

L'apparence du cheval de Przewalski révèle plusieurs traits « primitifs » : il possède une grosse tête, des yeux placés en hauteur et non sur les côtés comme chez les autres chevaux, de longues oreilles, une encolure épaisse, un gros corps avec une raie de mulet foncée et des zébrures sur les membres.
Il mesure environ 1,20 à 1,40 m de haut au garrot, et environ 1,60 m à la hauteur de la tête. Sa longueur est d'environ 2 m et sa queue mesure 90 cm. Son poids varie de 200 à 300 kg selon les individus. Il porte toujours une robe génétiquement baie avec le gène dun, aux extrémités foncées, au ventre blanc et au bout du nez blanc, avec des crins foncés. Cette robe est improprement dénommée isabelle. La crinière est courte, pousse tout droit en brosse et mue chaque année, il n’y a pas de toupet. Les jambes sont de couleur noire avec parfois des zébrures.
Les expériences modernes n'ont permis ni de le dresser, ni de le monter. Le cheval de Przevalski survit sur de très maigres rations et peut supporter des extrêmes de chaleur et de froid. Le cheval de Riwoché, découvert en 1995 par l'explorateur et écrivain Michel Peissel dans la région du Kham au Tibet, lui ressemble beaucoup.
Leurs sens sont très développés et ces chevaux sont particulièrement puissants et rapides, des atouts majeurs pour échapper ou combattre contre les prédateurs. Leurs coups de sabots sont redoutables.

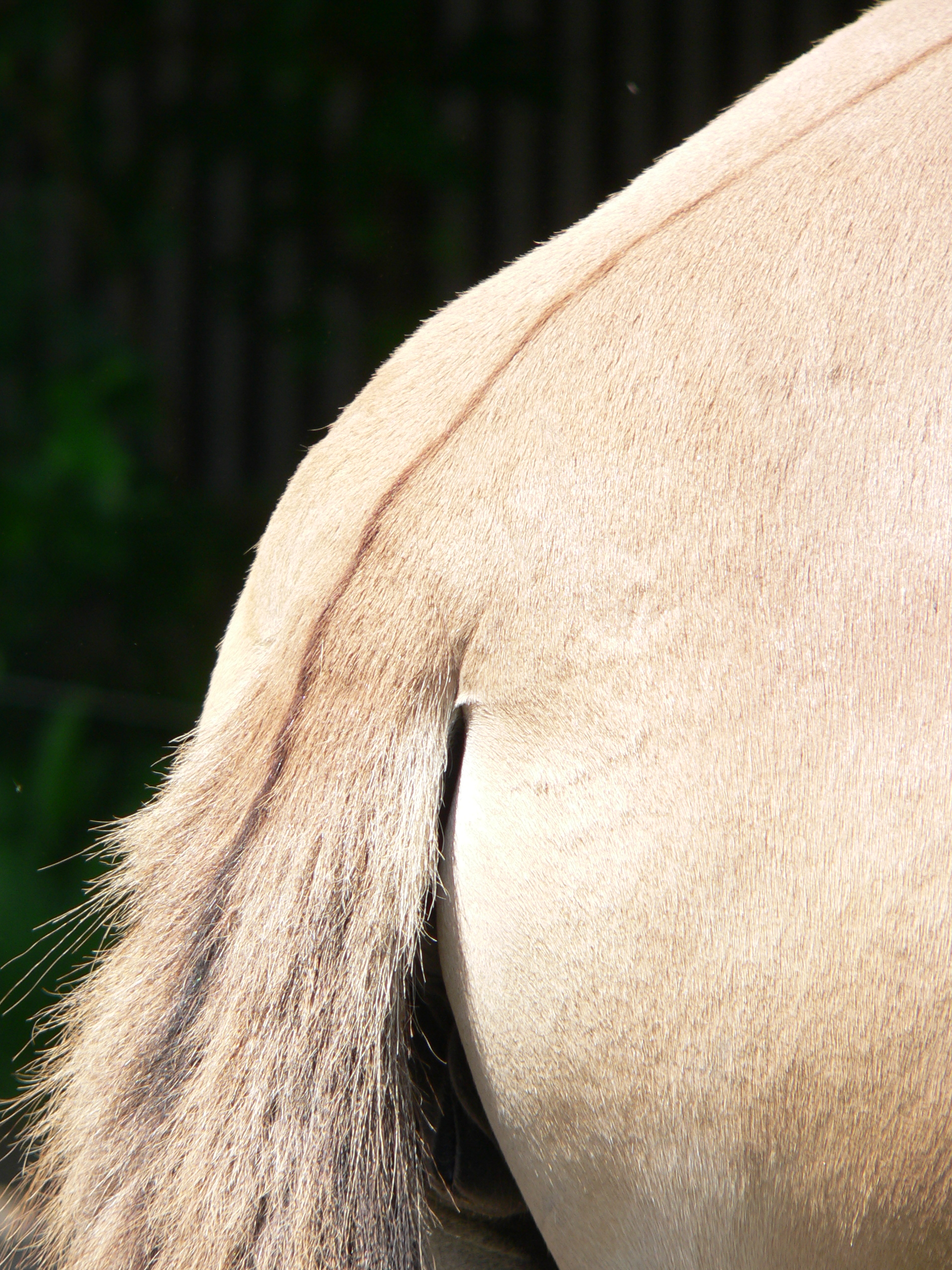
Raie de mulet, souvent jugée indicatrice d'une proximité génétique avec les chevaux préhistoriques.
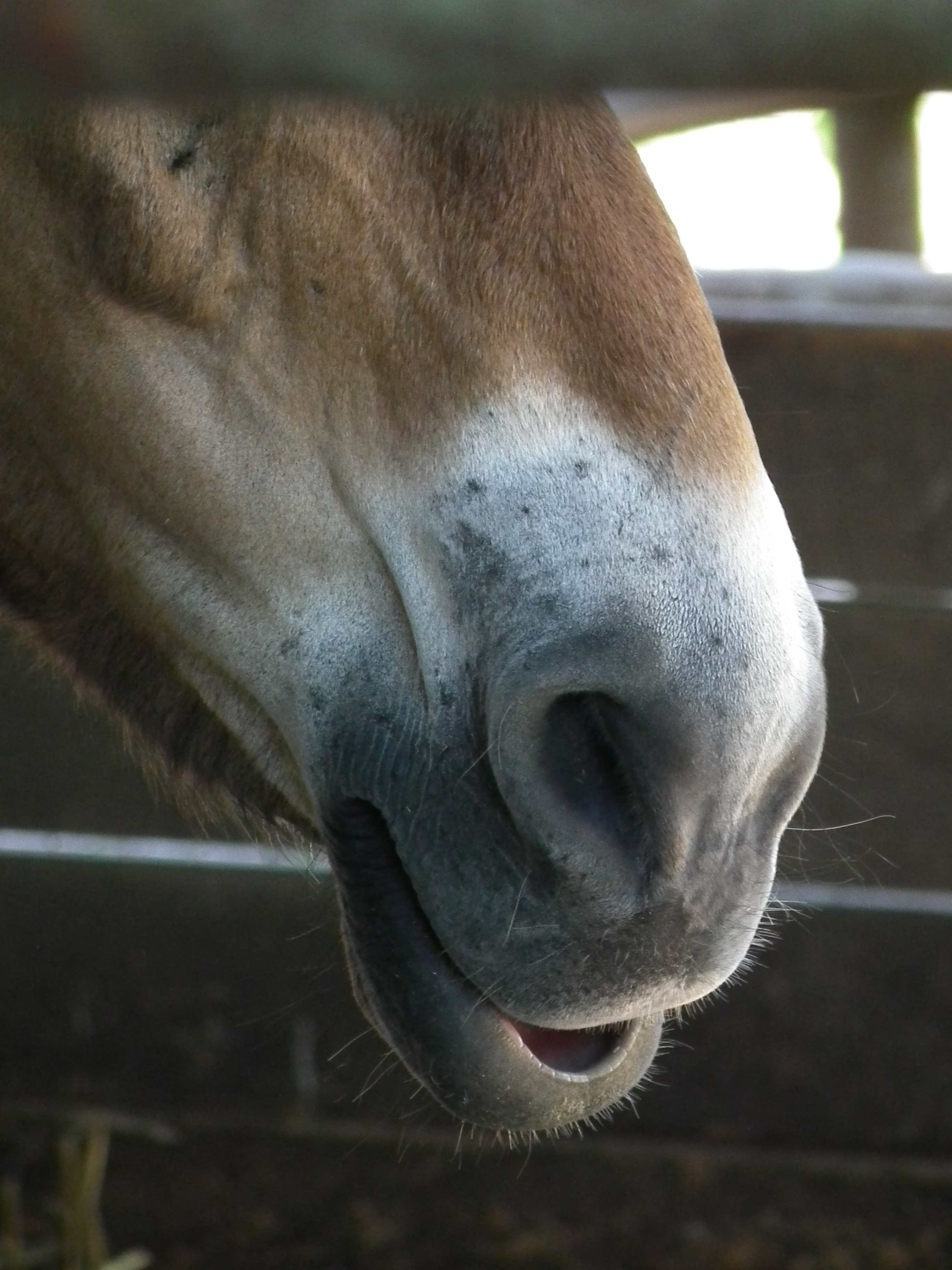
Bout de nez blanc, dû au gène pangaré.
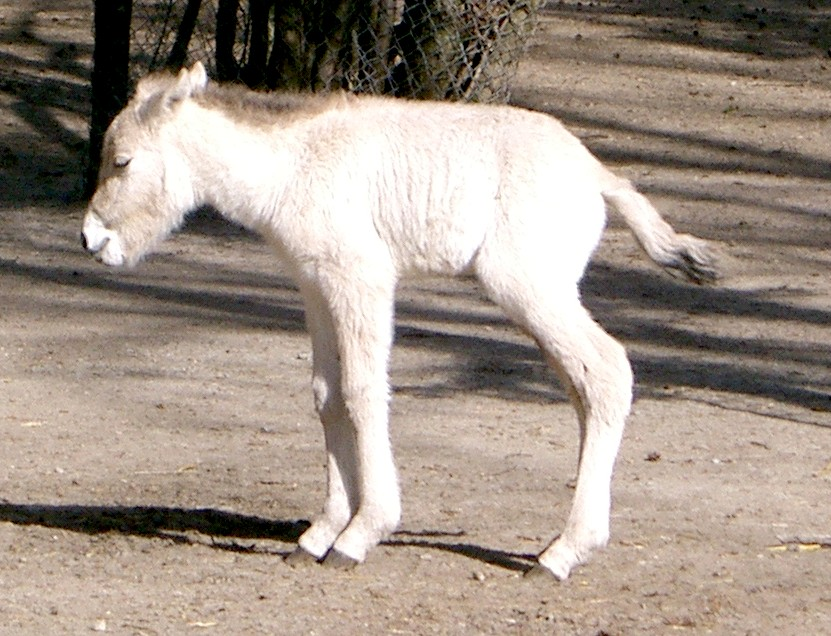
Poulain de deux jours.

### Génétique
La recherche sur l'ADN mitochondrial a montré que le cheval de Przewalski n'est pas l'ancêtre des chevaux domestiques modernes (Vila et al 2001) ». Cependant « les études sur les différences génétiques entre chevaux de Przewalski et domestiques ont indiqué très peu de différence génétique entre eux. Seuls quatre locus à quatre allèles de marqueurs sérologiques distincts ont été identifiés comme étant spécifiques au cheval de Przewalski (Bowling et Ryder, 1987), la grande majorité des variantes des protéines de sang étant présente chez les deux chevaux de Przewalski et domestiques, et même la région de l'ADN connue chez les mammifères pour avoir l'évolution la plus rapide (la région de l'ADN mitochondrial de contrôle) ne montre pas de différences significatives entre les deux types de chevaux (Ishida et al. 1995, Oakenfull et Ryder, 1998). Ainsi, il est clair que Przewalski et chevaux domestiques sont très étroitement liés ». Finalement, les chevaux domestiques et les chevaux de Przewalski actuels descendent d'un ancêtre commun, et sont étroitement apparentés. Mais les souches de Przewalski vivant actuellement ne sont pas les ancêtres directs des chevaux domestiques.
Les études utilisant l'ADN ont toutefois eu des résultats variés. Une étude moléculaire de 2009, utilisant l'ADN ancien (qui est l'ADN récupéré à partir des découvertes archéologiques comme des os et des dents) place le cheval de Przewalski parmi les chevaux domestiqués. Ces difficultés existent en partie à cause de croisements entre des chevaux domestiques de passage et le cheval de Przewalski, ainsi que la variation génétique limitée présente dans la population fondatrice du cheval de Przewalski moderne.
Le Przewalski dispose de 66 chromosomes, alors que les chevaux domestiques modernes en ont 64, et leur ADN mitochondrial (ADNmt) forme un groupe génétique distinct. Cela suggère qu'il descend d'un groupe génétique régional distinct, dans la partie orientale des steppes eurasiennes, différent de celui qui a donné les chevaux domestiques modernes. Il possède plusieurs caractéristiques anatomiques plus proches d'autres équidés que du cheval domestique, comme la position de ses yeux vers l'avant. Une analyse de leur ADN mitochondrial en 2011 suggère que le cheval domestique moderne et le Przewalski ont divergé voici 160 000 ans. L'analyse en 2013 de l'ADN d'un cheval du Pléistocène montre finalement que le cheval de Przewalski a divergé de la lignée du cheval moderne il y a 50 000 ans (45 000 ans pour Claudia Feh et son équipe).
Une partie des chevaux de Przewalski sont hybridés avec des chevaux domestiques, mais d'autres sont toujours de sang pur. L'analyse génétique devrait permettre de favoriser progressivement ces derniers dans les programmes de réintroduction dans la nature ou en captivité.
Le Przewalski a fait l'objet d'une étude visant à déterminer la présence de la mutation du gène DMRT3 à l'origine des allures supplémentaires : cette étude sur 27 sujets n'a pas permis de détecter la présence de cette mutation ni l'existence de mentions de chevaux ambleurs.
Le 6 août 2020, à la suite d'une collaboration entre le zoo de San Diego, Revive & Restore et ViaGen Equine le premier clone d'un cheval de Przewalski nommé Kurt voit le jour au Texas. Il est cloné à partir de sperme du cheval Kuropovic, cryoconservé par le zoo de San Diego en 1980. Ce clonage n'a pas été fait au hasard : les analyses génétiques de Kuropovic ont démontré qu'il était le descendant d'une lignée pure de chevaux de Przewalski possédant ainsi des gènes d'une valeur inestimable dans le but d'augmenter la diversité génétique et de diminuer la consanguinité des chevaux de Prezwalski.

### Reproduction
L'accouplement a lieu à la fin du printemps ou au début de l'été. Les étalons reproducteurs ne se mettent pas en quête d'une femelle avant d'avoir cinq ans. Les étalons assemblent un harem de juments ou défient l'étalon d'un autre groupe pour le lui ravir. Les juments peuvent mettre bas dès trois ans et ont une gestation de 11 à 12 mois. Les poulains peuvent se tenir debout une heure après leur naissance. Les poulains ont une mortalité infantile de 25 %, due pour 83,3 % à l'infanticide de la part des étalons. Les poulains commencent à brouter au bout de quelques semaines mais ils ne sont complètement sevrés qu'à l'âge de 8 à 13 mois. La maturité sexuelle est atteinte à l'âge de deux ans.

#### Bases taxonomiques
Equus przewalskii :
- (en) Catalogue of Life : Equus przewalskii Poliakov, 1881 (consulté le 15 décembre 2020)
- (fr) CITES : taxon  Equus przewalskii (sur le site du ministère français de l'Écologie) (consulté le 8 juillet 2019)
- (fr + en) ITIS : Equus przewalskii  Poliakov, 1881 (consulté le 8 juillet 2019)
- (en) NCBI : Equus przewalskii  Poliakov, 1881 (taxons inclus) (consulté le 8 juillet 2019)
- (en) Paleobiology Database : Equus przewalskii  Poliakov 1881 (consulté le 8 juillet 2019)

Equus caballus przewalskii :
- (en) Catalogue of Life : Equus caballus przewalskii Poliakov, 1881 (Nom accepté: Equus przewalskii  Poliakov, 1881) Non Valide (consulté le 8 juillet 2019)
- (fr + en) ITIS : Equus caballus przewalskii  Poliakov, 1881 (Nom accepté: Equus przewalskii  Poliakov, 1881) Non valide (consulté le 8 juillet 2019)
- (en) Mammal Species of the World (3e  éd., 2005) :  Equus caballus przewalskii   Poliakov, 1881 (consulté le 8 juillet 2019)

Equus ferus przewalskii :
- (en) BioLib : Equus ferus przewalskii  Poliakov, 1881 (consulté le 8 juillet 2019)
- (en) Catalogue of Life : Equus ferus przewalskii Poliakov, 1881 (Nom accepté: Equus przewalskii  Poliakov, 1881) Non Valide (consulté le 8 juillet 2019)
- (fr + en) ITIS : Equus ferus przewalskii  Poliakov, 1881 (Nom accepté: Equus przewalskii  Poliakov, 1881) Non valide (consulté le 8 juillet 2019)

#### Autres liens externes
- Takl.Org Association pour le cheval de Przewalski
- Reportage photo sur la réintroduction des chevaux de Przewalski sur le causse Mejean (France)